# Alguien más (canción de Jesse & Joy)
«Alguien más» es una canción interpretada por el dúo mexicano Jesse & Joy. Fue lanzada por la compañía discográfica Warner Music México como el quinto y último sencillo oficial del quinto álbum de estudio Aire en mayo del 2020.

## Vídeo musical

### Filmación
El vídeo fue grabado bajo la dirección de Kacho López y publicado en el canal del dúo en YouTube el mismo día de lanzamiento. El vídeo es de temática animada.

## Promoción
La cantaron en el gira musical Aire Tour al igual que las demás canciones del mismo álbum y otras canciones más de sus anteriores.

## Lista de canciones

### Descarga digital[6]
| Alguien más — Single |               |          |  |
| N.º                  | Título        | Duración |  |
| 1.                   | «Alguien más» | 3:22     |  |

## Listas musicales
| País   | Chart     | Lista                  | Mejor posición |
| 2020   | 2020      | 2020                   | 2020           |
| ------ | --------- | ---------------------- | -------------- |
| México | Billboard | Mexico Airplay         | 10             |
| México | Billboard | Mexico Espanol Airplay | 1              |

## Historial de lanzamiento
| Región | Fecha             | Formato                     | Discográfica              |
| ------ | ----------------- | --------------------------- | ------------------------- |
| México | 8 de mayo de 2020 | Descarga digital, Streaming | Warner Music S.A. de C.V. |